# Teiko Kiwa
Teiko Kiwa (jap. 喜波貞子 Kiwa Teiko), właśc. Laetitia Jacoba Wilhelmina Klingen Rawita-Proszowska (ur. w 1902 w Jokohamie, zm. w 1983 w Nicei) – japońska śpiewaczka-sopranistka (primadonna).

## Życiorys
Córka Japonki i holenderskiego chemika Hermanusa Klingena. Z Japonii wyjechała w wieku lat 17, aby studiować w Mediolanie i nigdy nie wróciła do ojczyzny. W wieku 20 lat zadebiutowała w Teatro Nacional de São Carlos w Lizbonie w roli Madamy Butterfly, która stała się jej głównym wcieleniem operowym. Występowała w licznych teatrach operowych na całym świecie, w tym także w Warszawie, na osobiste zaproszenie marszałka Józefa Piłsudskiego. Ze względu na barwę głosu określano ją jako "japońską Eleonorę Duse". Wyszła za mąż za polskiego śpiewaka-tenora Czesława Rawitę-Proszowskiego, aktywnego antyfaszystę i ze względu na niego nie mogła zrealizować swojego pragnienia powrotu do Japonii, wówczas kraju faszystowskiego. II wojna światowa była końcem kariery Kiwy, która straciła głos i musiała zrezygnować z występów. Kiwa przeniosła się do Nicei, gdzie była nauczycielką śpiewu. Tam zmarła w biedzie i w zapomnieniu.